# Conops nubeculipennis
Conops nubeculipennis är en tvåvingeart som beskrevs av Mario Bezzi 1901. Conops nubeculipennis ingår i släktet Conops och familjen stekelflugor. Inga underarter finns listade i Catalogue of Life.